# Kościół św. Jana w Hintersee
Kościół św. Jana (niem. St.-Johannis-Kirche) – protestancka świątynia w niemieckiej gminie Hintersee. Filia parafii Ahlbeck.

## Architektura i wyposażenie
Kościół wzniesiono w 1899 roku w stylu neogotyckim. Posiada jedną nawę przykrytą drewnianym stropem. Z północnej strony kościoła, na styku prezbiterium z nawą, znajduje się ambona, a w podobnym miejscu po drugiej stronie – chrzcielnica. Na emporze znajdują się organy wzniesione przez Barnima Grüneberga. Na wieży kościoła zawieszone są dwa dzwony, jeden odlany z brązu, drugi – z żeliwa. 

## Galeria

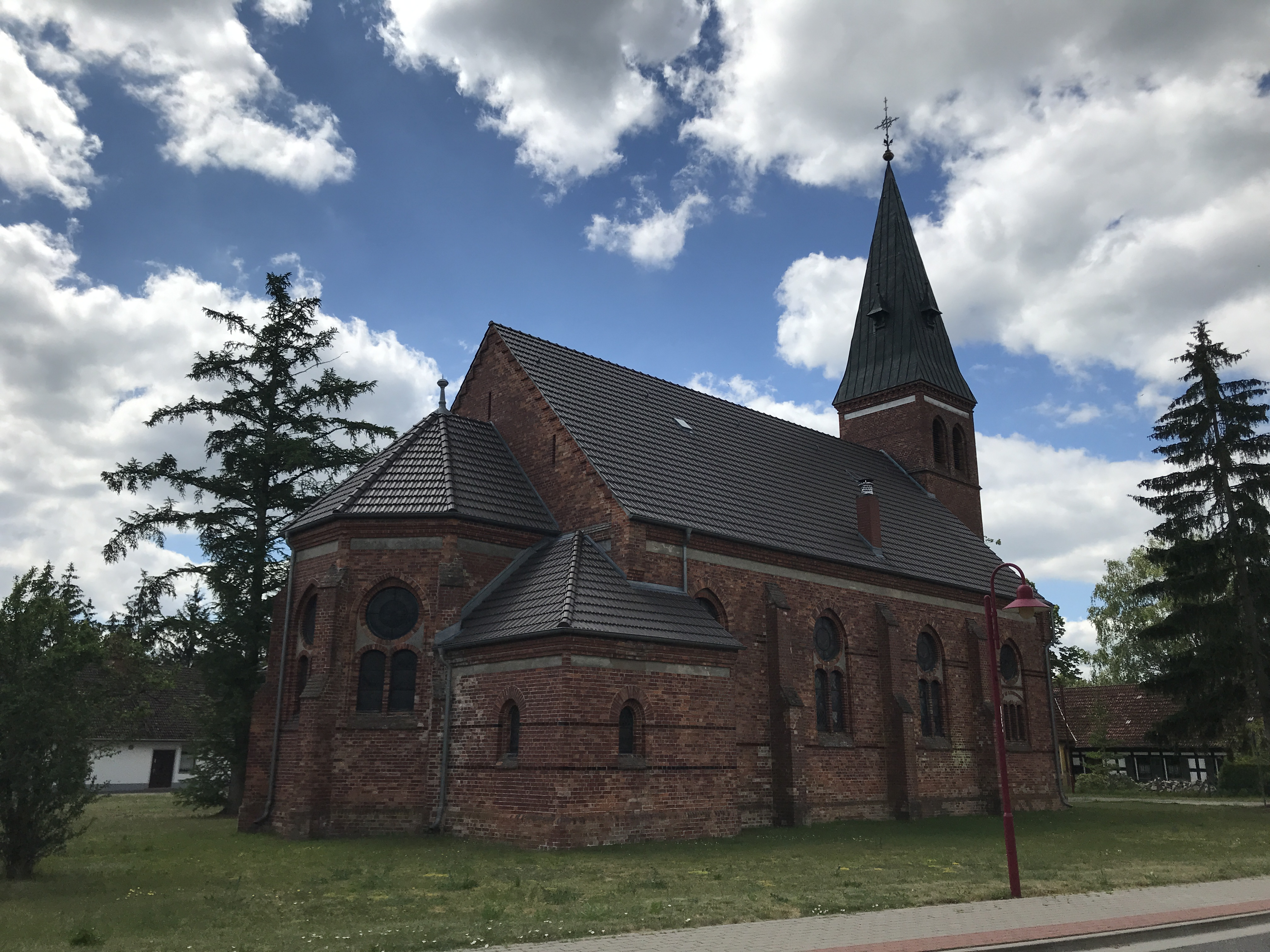
Widok z północnego wschodu
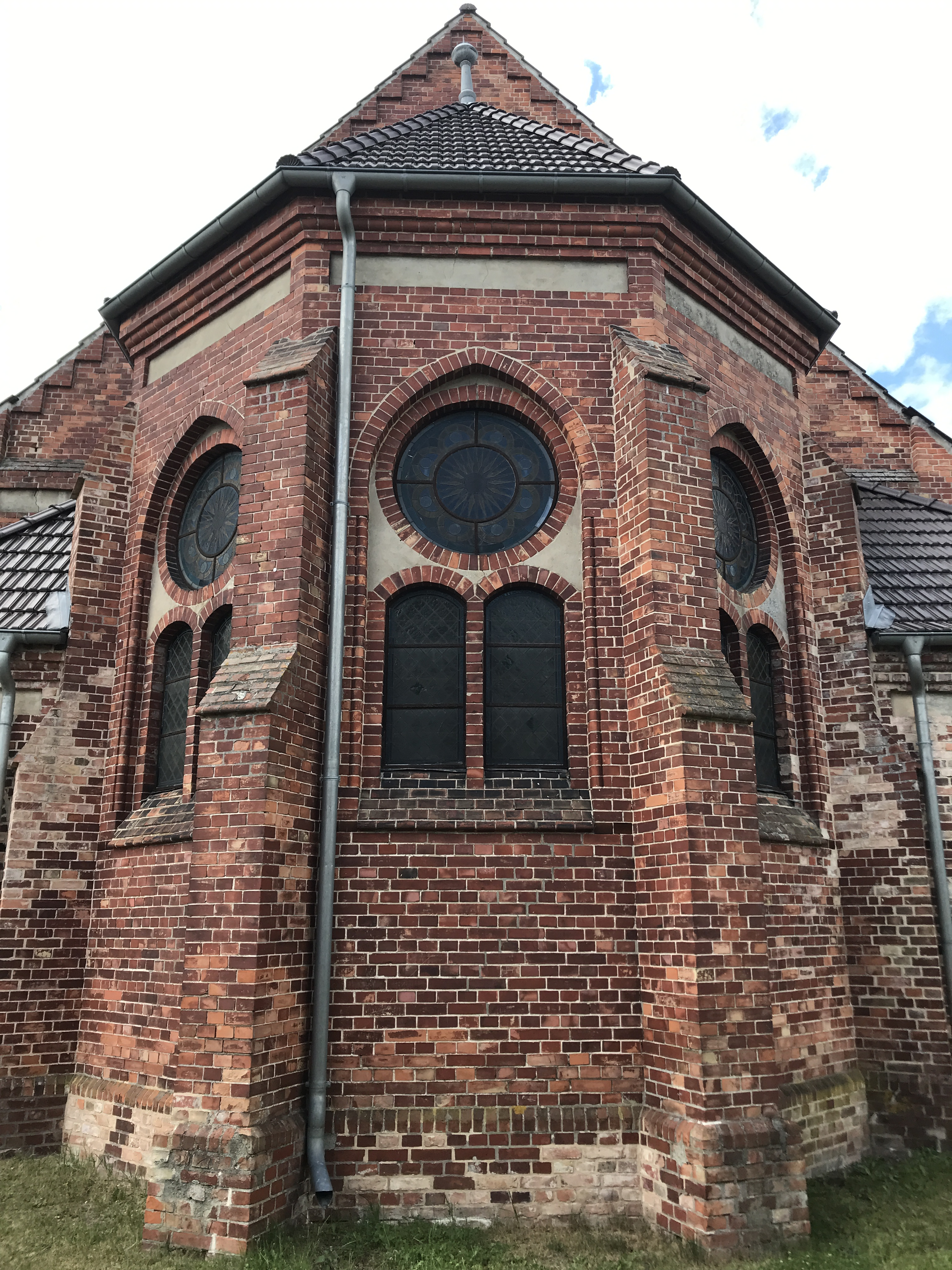
Absyda
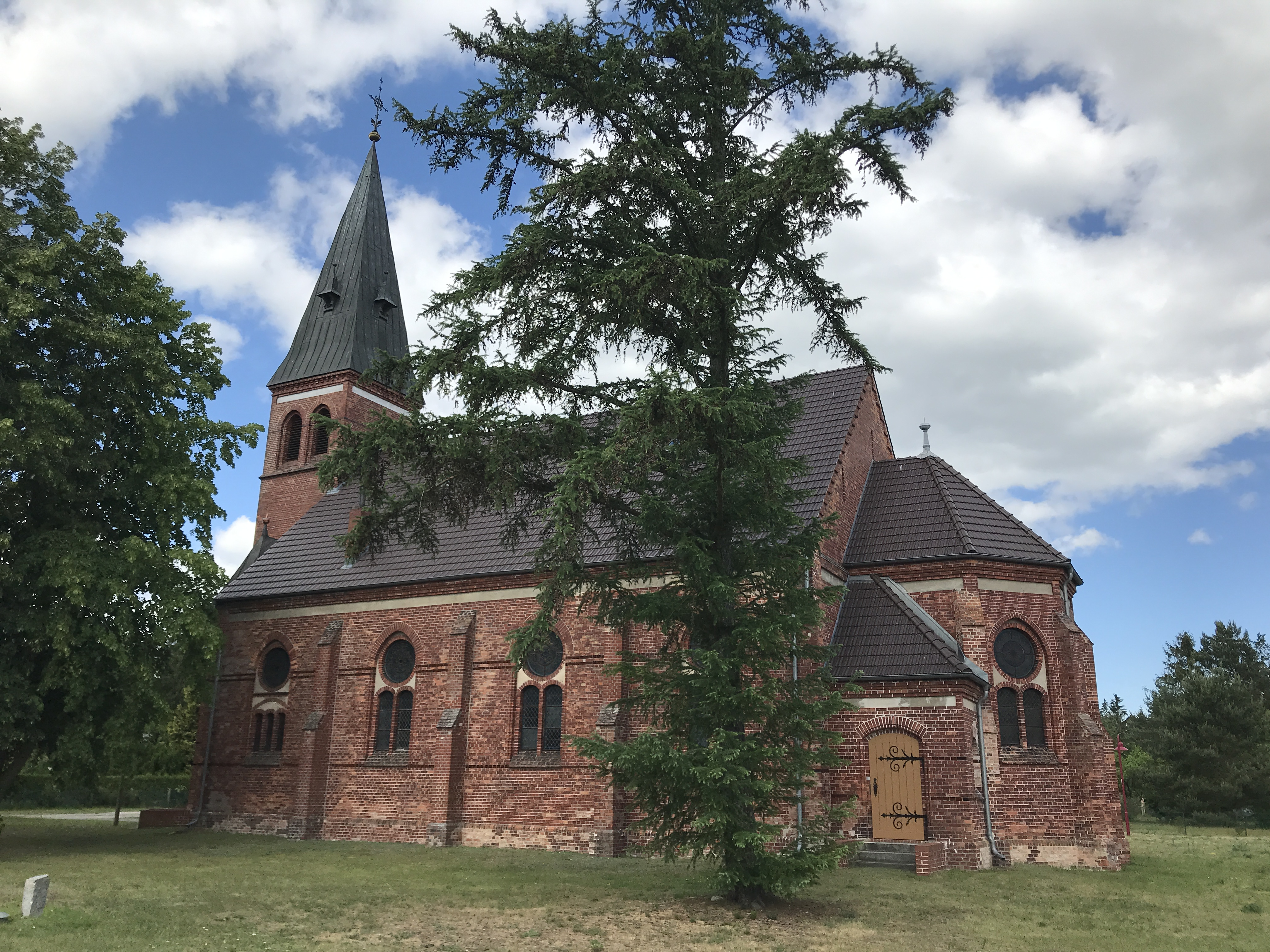
Widok z południowego wschodu
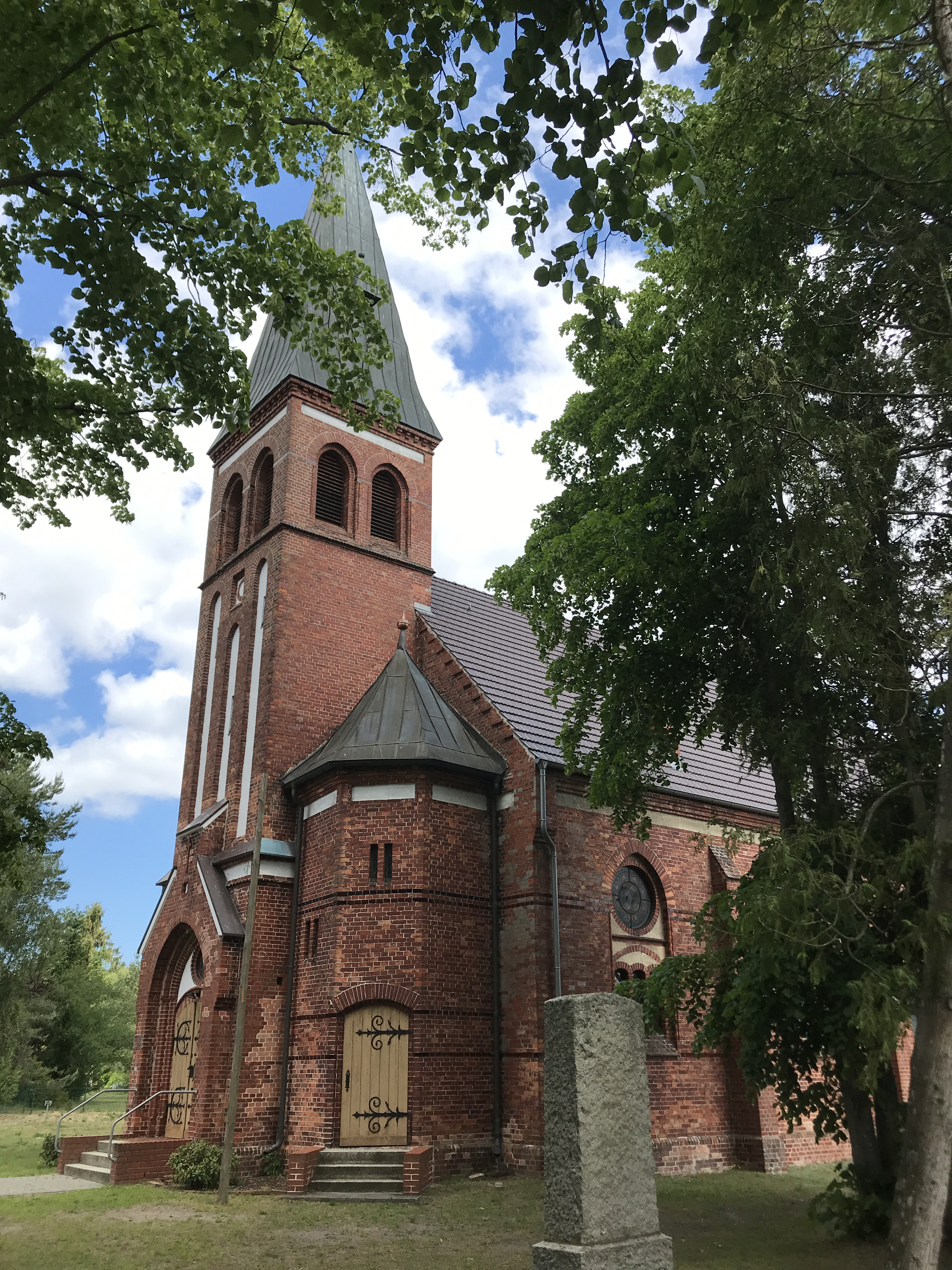
Widok z południa na wieżę
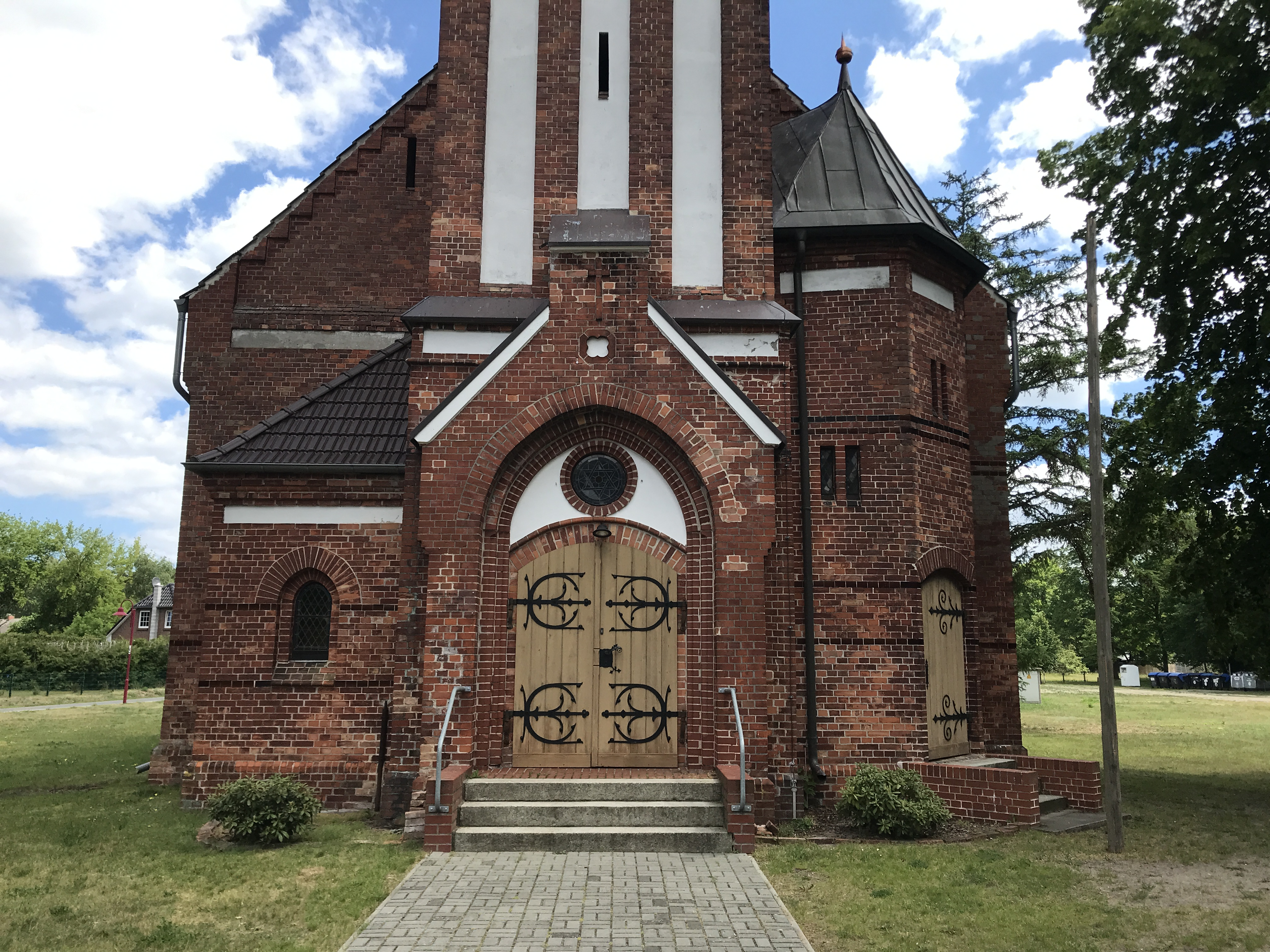
Wejście główne